# Leyr
Leyr är en kommun i departementet Meurthe-et-Moselle i regionen Grand Est (tidigare regionen Lorraine) i nordöstra Frankrike. Kommunen ligger i kantonen Nomeny som tillhör arrondissementet Nancy. År 2022 hade Leyr 910 invånare.

## Befolkningsutveckling
Antalet invånare i kommunen Leyr
| Referens: INSEE |